# Cantonul Marseille-Verduron
Cantonul Marseille-Verduron este un canton din arondismentul Marseille, departamentul Bouches-du-Rhône, regiunea Provence-Alpes-Côte d'Azur, Franța.